# جون بيرس (لاعب كرة قدم)
جون بيرس (بالإنجليزية: John Pearce)‏ هو لاعب كرة قدم بريطاني في مركز نصف الجناح، ولد في 29 فبراير 1940 في غريمسبي ‏ في المملكة المتحدة. لعب مع غريمسبي تاون.